# Typhlocyba newara
Typhlocyba newara är en insektsart som beskrevs av Irena Dworakowska 1981. Typhlocyba newara ingår i släktet Typhlocyba och familjen dvärgstritar.
Artens utbredningsområde är Nepal. Inga underarter finns listade i Catalogue of Life.